# Bahnstrecke Březno u Chomutova–Kadaň-Prunéřov
| Kursbuchstrecke: | 14r (1960)           |                                                                |                                                                |
| Streckenlänge: | 10,770 km            |                                                                |                                                                |
| Spurweite: | 1435 mm (Normalspur) |                                                                |                                                                |
| |                      |                                                                |                                                                |
| \| \| \| von Praha-Bubny (vorm. BEB) \| \| \| \| \| ehem. von Žabokliky (vorm. EPPK), heute von Kraftwerk Tušimice \| \| \| \| 0,000 \| Březno u Chomutova früher Priesen \| 285 m \| \| \| \| nach Chomutov (vorm. BEB) \| \| \| \| 3,660 \| Libouš früher Liebisch \| Libouš früher Liebisch \| \| \| 5,060 \| Tušimice früher Tuschmitz \| Tušimice früher Tuschmitz \| \| \| 6,820 \| Prahly früher Pröhl \| Prahly früher Pröhl \| \| \| \| von Chomutov (vorm. BEB) \| \| \| \| 10,770 \| Kadaň-Prunéřov früher Kaaden-Brunnersdorf \| Kadaň-Prunéřov früher Kaaden-Brunnersdorf \| \| \| \| nach Kaštice (vorm. Kaadner Lokalbahnen) \| \| \| \| \| nach Cheb (vorm. BEB) \| \| |                      |                                                                |                                                                |
| Strecke |                      | von Praha-Bubny (vorm. BEB)                                    | von Praha-Bubny (vorm. BEB)                                    |
| Abzweig geradeaus und von links |                      | ehem. von Žabokliky (vorm. EPPK), heute von Kraftwerk Tušimice | ehem. von Žabokliky (vorm. EPPK), heute von Kraftwerk Tušimice |
| Bahnhof | 0,000                | Březno u Chomutova früher Priesen                              | 285 m                                                          |
| Abzweig ehemals geradeaus und nach rechts |                      | nach Chomutov (vorm. BEB)                                      | nach Chomutov (vorm. BEB)                                      |
| Haltepunkt / Haltestelle (Strecke außer Betrieb) | 3,660                | Libouš früher Liebisch                                         | Libouš früher Liebisch                                         |
| Haltepunkt / Haltestelle (Strecke außer Betrieb) | 5,060                | Tušimice früher Tuschmitz                                      | Tušimice früher Tuschmitz                                      |
| Haltepunkt / Haltestelle (Strecke außer Betrieb) | 6,820                | Prahly früher Pröhl                                            | Prahly früher Pröhl                                            |
| Abzweig geradeaus und von rechts (Strecke außer Betrieb) |                      | von Chomutov (vorm. BEB)                                       | von Chomutov (vorm. BEB)                                       |
| Bahnhof (Strecke außer Betrieb) | 10,770               | Kadaň-Prunéřov früher Kaaden-Brunnersdorf                      | Kadaň-Prunéřov früher Kaaden-Brunnersdorf                      |
| Abzweig geradeaus und nach links (Strecke außer Betrieb) |                      | nach Kaštice (vorm. Kaadner Lokalbahnen)                       | nach Kaštice (vorm. Kaadner Lokalbahnen)                       |
| Strecke (außer Betrieb) |                      | nach Cheb (vorm. BEB)                                          | nach Cheb (vorm. BEB)                                          |

Die Bahnstrecke Březno u Chomutova–Kadaň-Prunéřov war eine eingleisige Hauptbahn im heutigen Tschechien, welche ursprünglich von der Buschtěhrader Eisenbahngesellschaft (BEB) als Teil der überregionalen Eisenbahnverbindung von Prag nach Eger erbaut und betrieben wurde. Sie verlief von Březno u Chomutova (Priesen) nach Kadaň-Prunéřov (Kaaden-Brunnersdorf) und wurde 1961 wegen eines Braunkohletagebaues aufgelassen.

## Geschichte
Am 3. Juni 1868 erhielt die Buschtěhrader Eisenbahngesellschaft per Gesetz die Genehmigung zum Bau einer Eisenbahn von Prag über Saaz und Komotau an die königlich sächsische Gränze zum Anschlusse an die Chemnitz-Annaberger Bahn und mit einer Flügelbahn in das Rakonitzer Kohlenrevier, dann von Priesen über Karlsbad nach Eger und Franzensbad.
Eröffnet wurde die Strecke zwischen Priesen und Kaaden-Brunersdorf am 9. November 1871. Vorerst verkehrten allerdings nur Güterzüge. Erst nach der Eröffnung der durchgehenden Verbindung nach Eger am 9. Dezember 1871 wurde auch der Personenverkehr aufgenommen.
Am 10. Juli 1876 wurde der Personenverkehr zugunsten der Strecke über Komotau wieder aufgegeben. Erst nach der Jahrhundertwende verkehrten wieder Reisezüge. Der Fahrplan von 1918 weist zwischen Priesen und Kaaden-Brunnersdorf zwei Zugpaare aus, welche die Gesamtstrecke in 28 Minuten bewältigten.
Nach der Angliederung des Sudetenlandes an Deutschland im Herbst 1938 kam die Strecke zur Deutschen Reichsbahn, Reichsbahndirektion Dresden. Im Reichskursbuch war die Verbindung nun als KBS 167k Kaaden-Brunnersdorf–Priesen enthalten. Nach dem Ende des Zweiten Weltkriegs kam die Strecke wieder zur ČSD.
1961 wurde der Verkehr wegen der Ausweitung der Braunkohleförderung zwischen Kadaň und Chomutov eingestellt und die Strecke wenig später abgebrochen. Mittlerweile ist die ehemalige Trasse durch den Tagebau Nástup–Tušimice überbaggert worden.